# Молодой Хоук
«Янгблад Хоук» (англ. Youngblood Hawke) — американский драматический фильм режиссёра, продюсера и сценариста Делмера Дэйвса, основанный на одноимённом романе Германа Воука, изданном в 1962 году. Книга была написана по событиям из жизни американского писателя Томаса Вулфа. В главных ролях — Францискус Джеймс, Сюзанн Плешетт и Женевьев Паж. Монтажёром фильма был Сэм О’Стин. Премьера картины состоялась 4 ноября 1964 года.

## Сюжет
Молодой Хоук — водитель грузовика из штата Кентукки, переезжает в Нью-Йорк с мечтой стать известным писателем. Почти сразу он знакомится с редактором Джин Грин, которая видит большой писательский талант в произведениях Хоука и влюбляется в красивого провинциала. Грин помогает ему заключить контракт на первую книгу. Роман имеет умеренный успех у читателей, но одна бывшая театральная актриса переписвает его в пьесу, которую ставят в театре на Бродвее. Грин замечает, что Хоук привлекателен для очень многих женщин, поэтому она устраивается на работу в издательскую компанию. Вскоре после этого выходит второй роман писателя, который становится бестселлером. Одновременно с этим у Хоука завязывается интрижка с замужней светской львицей. Третий роман писателя оказывается провальным и подвергается оглушительной критике. Финансовое положение Хоука ухудшается, и ему приходится вернуться в Кентукки. Работая в провинции над своей новой книгой, Хоук заболевает пневмонией, и только тогда понимает, что Джинн была единственной женщиной, с которой он мог быть счастлив.

## В ролях
| Актёр             | Роль               |
| ----------------- | ------------------ |
| Францискус Джеймс | Янгблад Хоук       |
| Сюзанн Плешетт    | Джин Грин          |
| Женевьев Паж      | Фрида Винтер       |
| Эва Габор         | Фанни Принс        |
| Мэри Астор        | Ирен Перри         |
| Ли Боумэн         | Джейсон Принс      |
| Эдвард Эндрюс     | Квентин Джад       |
| Дон Портер        | Фёрди Лэкс         |
| Милдред Даннок    | миссис Сара Хоук   |
| Кент Смит         | Пол Винтер-старший |
| Джон Дейнер       | Скотти Хоук        |
| Джон Эмери        | Джордж Фейдэл      |
| Марк Миллер       | Росс Ходж          |
| Хейден Рорк       | Мистер Гивни       |
| Вернер Клемперер  | Мистер Леффер      |
| Мэри Лоуренс      | Миссис Гивни       |
| Мартин Болсам     | камэо              |
| Пэт Карди         | Пол Винтер-младший |

## Производство
В сентябре 1962 года кинокомпания Warner Bros. объявила, что Делмер Дэйвс станет продюсером, режиссёром и сценаристом драматического фильма по роману Германа Вука «Янгблад Хоук». До этого Дэйвс успел снять для студии фильмы «Летнее место», «Пэрриш», «Сьюзен Слейд» и «Римские приключения»; во всех этих картинах у него играл Трой Донахью.
Дэйвс долго думал над тем, какую часть романа он будет экранизировать. Режиссёр решил начать фильм с ухода Хоука с работы водителя грузовика и закончить картину выздоровлением главного героя в больнице. На адаптацию книги у него ушло шесть недель. В итоге получился том в 140 страниц, напечатанных мелким шрифтом, с метражом в шесть-семь часов. Уже из этого материала Дэвис создал окончательный сценарий.
Главная роль была предложена Уоррену Битти, который потребовал за неё гонорар в размере 200 000 долларов США плюс право редактировать сценарий и личное одобрение актёрского состава. На роль также пробовались Джордж Пеппард, Стюарт Уитмен и Теренс Стэмп. Однако режиссёр выбрал Джеймса Францискуса даже без кинопроб. Дэйвс видел актёра в «Аутсайдере» и пилотной серии «Мистера Новака». Контракт с Францискусом был подписан в марте 1963 года.
Главную женскую роль получила Сюзанна Плешетт, которая прежде снималась у Дэйвса в фильме «Римские приключения». Съёмки картины проходили на натуре в Нью-Йорке в апреле 1963 года.